# Embraer EMB 314
Pour les articles homonymes, voir A29.
L'Embraer EMB 314 Super Tucano, également nommé ALX ou A-29 est un avion à turbopropulseur conçu pour l'attaque légère, la lutte antiguérilla et les missions de formation des pilotes, intégrant avionique et systèmes d'armes modernes.
Il est, en 2020, en service dans les forces aériennes de l'Afghanistan, du Brésil, du Burkina Faso, du Chili, de l'Équateur, du Honduras, du Mali, de la Colombie, de la République dominicaine et du Sénégal. Embraer a l'intention de le vendre à d'autres pays d'Asie et du Moyen-Orient.
Outre la formation de pilotes, il est largement employé pour la surveillance du bassin amazonien.

## Carrière
Vingt-quatre Super Tucano AT (variante-29B) ont été achetés par la force aérienne colombienne pour une transaction 234 millions de dollars, directement à la société brésilienne Embraer. Les trois premiers avions sont arrivés le 14 décembre 2006 à l'aérodrome militaire de CATAM de Bogota. Deux autres avions ont été livrés la semaine du 16 décembre 2006, dix autres au premier semestre de 2007 et le reste en juin 2008.
En 2008, la Colombie a utilisé un Super Tucano armé de bombes Griffin dans l'espace aérien équatorien pendant l'opération «Phoenix», pour détruire une cellule terroriste et tuer le vice-commandant des FARC, Raúl Reyes. Cet événement aurait conduit à une rupture des relations diplomatiques entre les deux pays.
En 2006, une vente potentielle de 24 unités au Venezuela fut annulée. Le président vénézuélien Hugo Chávez a accusé les États-Unis de faire pression sur le Brésil pour ne pas signer le contrat.
Un Super Tucano a également été acheté par une filiale de Blackwater Worldwide, une société militaire privée (SMP) américaine. L'avion vendu n'intégre cependant pas les mitrailleuses normalement fixées aux ailes.
En 2008, la marine américaine a commencé à tester le Super Tucano à la demande du United States Special Operations Command en vue de son utilisation potentielle pour soutenir les opérations anti-guérilla. Le Super Tucano est présenté en réponse à un appel d'offres de l'US Air Force pour l'acquisition de 100 avions de contre-insurrection en 2009. Le 30 décembre 2011 Eren Ozmen, Président de la Sierra Nevada Corporation et Luiz Carlos Aguiar, PDG d'Embraer Defense and Security annoncent avoir remporté l'appel d'offres et signé un contrat pour la livraison et la maintenance de 20 appareils mais le contrat est annulé à la suite du recours d’un concurrent. Il est finalement signé en 2013 et les avions destinés à la force aérienne afghane sont livrés à partir de 2016.
Ils sont assemblés depuis les années 2010 a Jacksonville en Floride par Sierra Nevada Corporation.
Le 22 juin 2018, un A-29 en cours de test de l’US Navy s'est écrasé après le largage d'une bombe sur le polygone d'essai de missiles de Whitney Sands.
Dans les années 2020, une nouvelle version nommée A-29N Super Tucano intègre une avionique avancée, des systèmes de communication spécifiques à l'OTAN et d'autres nouvelles capacités non divulguées, adaptées aux besoins opérationnels du Portugal. En décembre 2024, ce pays devient le premier acquéreur avec 12  exemplaires.

## Opérateurs

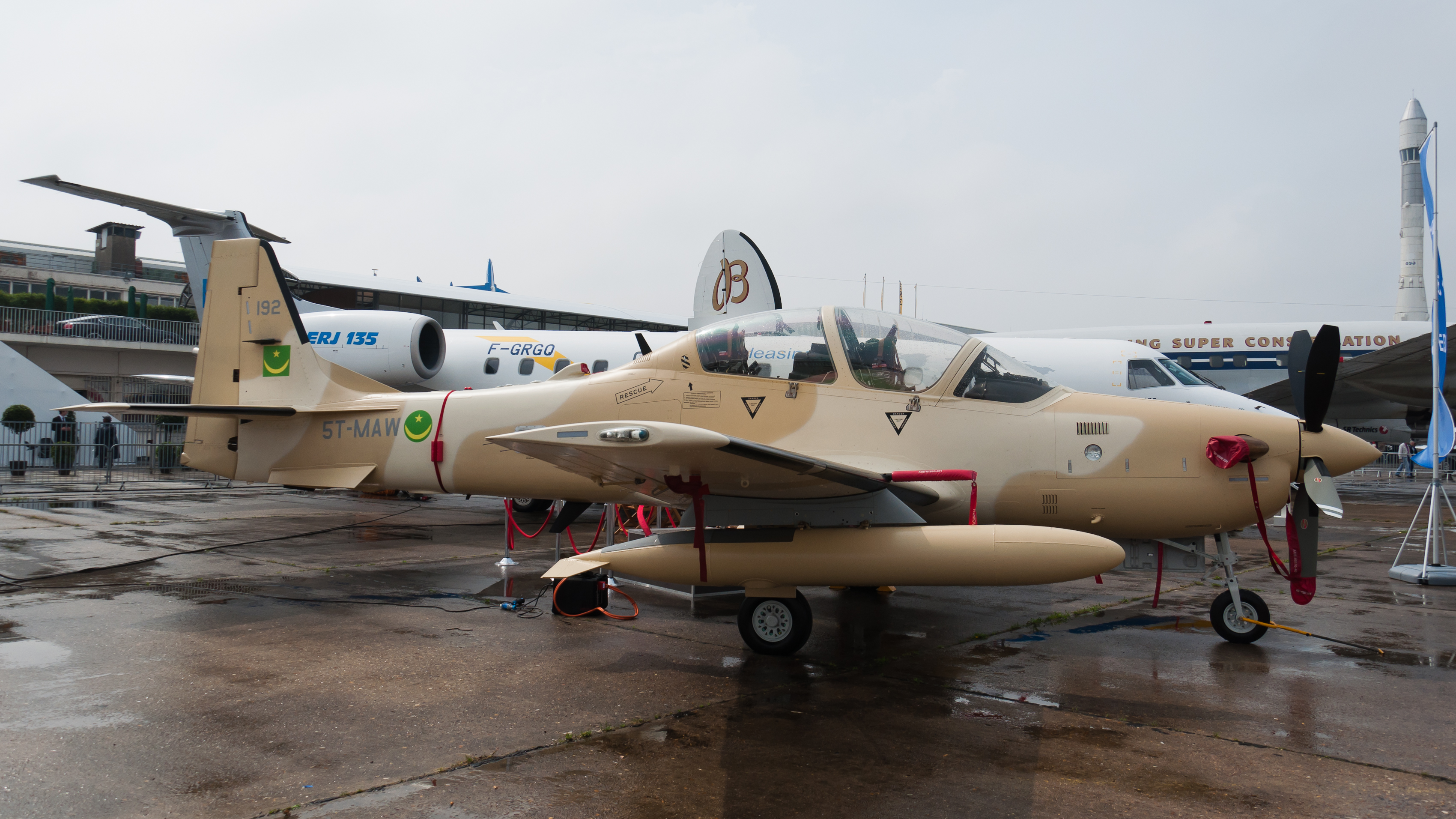
Un avion mauritanien au salon du Bourget de 2013.

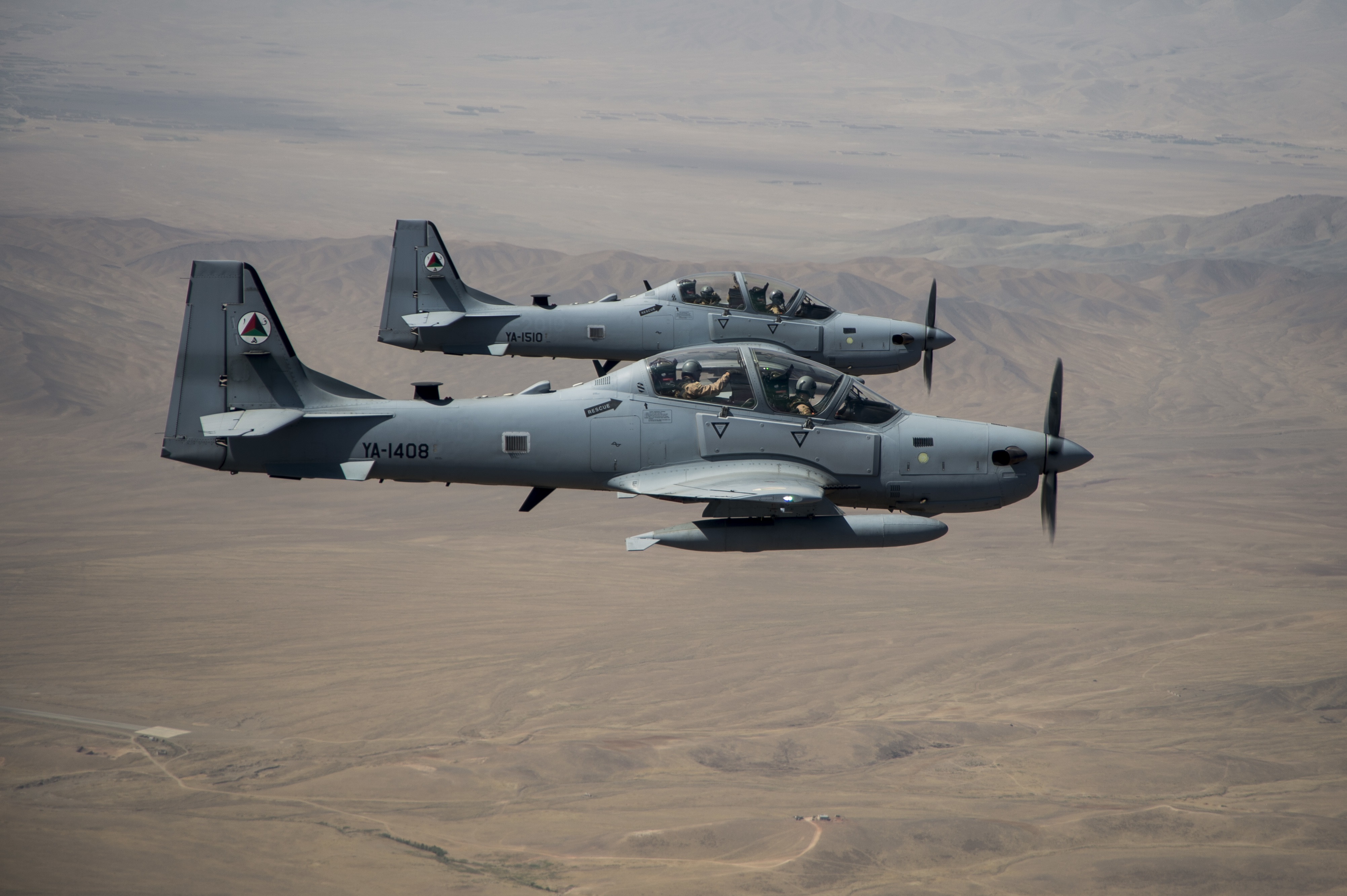
Des A-29 Super Tucano afghans en août 2016.

### Afghanistan
- Force aérienne afghane - 20 commandés en février 2013, les trois premiers livrés le 15 janvier 2016[10].

### Angola
- Force aérienne nationale angolaise - 6 pour la surveillance des frontières[11]. 3 livrés le 1er février 2013.

### Brésil
- Force aérienne brésilienne - 99 appareils, dont 30 A-29A et 62 A-29B en service en novembre 2015[12].
  - 1er Escadron du 3e groupe d'Aviation (1º/3º GAv) Esquadrão Escorpião
  - 2e Escadron du 3e groupe d'Aviation (2º/3º GAv) Esquadrão Grifo
  - 3e Escadron du 3e groupe d'Aviation (3º/3º GAv) Esquadrão Flecha
  - 2e Escadron du 5e groupe d'Aviation (2º/5º GAv) Esquadrão Joker

### Burkina Faso
- Force aérienne du Burkina Faso - 6 dont 3 livrés en 2011[13] pour la surveillance des frontières.

### Cameroun
- Armée de l'air camerounaise: 20 appareils, commandés en 2011.

### Chili
12 commandés.

### Colombie
- Force aérienne colombienne - 25 exemplaires livrés en 2008[14] pour remplacer les OV-10 Bronco et les Cessna A-37 Dragonfly.

### Équateur
- Force aérienne équatorienne - 24, les livraisons ont commencé en 2009[15].

### États-Unis
- United States Navy - 1 avion en location pour des tests[16].
- Academi (société militaire privée américaine) - 1 biplace pour la formation des pilotes délivré en février 2008. Possibilité de nouvelles commandes dans des contextes de contre-insurrection[17],[18],[19].

### Ghana
- Force aérienne du Ghana : 5 avions, commandés en mars 2015[20],[21].

### Guatemala
- Force aérienne guatémaltèque - 10 unités, commandées en mai 2009.

### Indonésie
- Force aérienne de l'armée nationale indonésienne - 16 Super Tucano, commandés en 2008 pour remplacer ses OV-10F Bronco hors service[22]. Livraison en 2012, en service dans la 21e escadrille. 3 accidentés en date du 16 novembre 2023[23].

### Liban
- Forces aériennes libanaises - 6 appareils, commandés en novembre 2015, livraison avant 2019[24].

### Mali
- Force aérienne malienne - 6 Super Tucano, commandés pour la surveillance des frontières et l'entrainement le 15 juin 2015[25]. 4 appareils officiellement réceptionnés le 11 juillet 2018[26],[27]. Un de ces appareils s'écrase le 7 avril 2020[28].

### Mauritanie
- Force aérienne mauritanienne - Quatre appareils pour la lutte anti terroriste, le trafic de drogue et le crime organisé[11].

### Nigeria
- Force aérienne nigériane - 12 appareils commandés en février 2019 par le département de la défense des États-Unis pour une livraison entre 2021 et 2024[29].

### Paraguay
- Force aérienne du Paraguay - 6 commandés en juillet 2024. Livraison à partir de mai 2025[30].

### Philippines
- Force aérienne philippine - 6 appareils commandés en 2017 et livrés en septembre 2020. En remplacement des OV-10 Bronco.

### République dominicaine
- Force aérienne dominicaine - 8 appareils, commandés en janvier 2009[31].

### Sénégal
- Armée de l'air sénégalaise : 3 appareils au standard A-29, commandés le 10 avril 2013[32] pour des missions de surveillance des frontières, en remplacement des derniers Rallye Guerrier encore en état de vol.

### Turkménistan
- Force aérienne et défense aérienne du Turkménistan : possiblement 6 commandés en 2019, début des livraisons fin mai 2021[33].

### Uruguay
- Force aérienne uruguayenne : contrat annoncé le 26 août 2024 d'un maximum de 6 A-29 livrable en 2025[34].

### Développement lié
- Embraer EMB 312 Tucano
- Short Tucano (en)

### Aéronefs comparables
- KAI KT-1
- PA-48 Enforcer
- Pilatus PC-21
- PZL-130 Orlik
- T-6 Texan II